# Carlos Martínez Fernández
Carlos Martínez Fernández (nascut el 13 de novembre de 1980) és un futbolista espanyol retirat que va jugar d'extrem esquerre i que actualment fa d'entrenador de futbol.

## Carrera com a jugador
Nascut a Llerena, Província de Badajoz, Extremadura, Martínez només va jugar a futbol aficionat ben passats els 20 anys. El 2007 es va incorporar al CD Leganés de Segona Divisió B, sent titular habitual del club durant els seus tres anys a l'equip.
El 28 de juliol de 2010, Martínez va fitxar per l'AD Alcorcón, nou ascendit a Segona Divisió. Va debutar professionalment el 29 d'agost d'aquell any a l'edat de 29 anys, substituint a la segona part el golejador Fernando Sales en un empat 1-1 fora de casa contra l'Albacete Balompié.
Martínez va marcar el seu primer i únic gol a la segona divisió el 10 d'abril de 2011, marcant el quart del seu equip en un gol de 4-1 contra el Córdoba CF. El juliol de l'any següent, després d'haver estat poc utilitzat, va tornar al seu antic Leganés, marcant els 11 gols més destacats de la seva carrera en la seva primera temporada i ajudant l'equip a assolir l'ascens en la seva segona.
Martínez es va retirar el 2015, amb 34 anys, després de jugar habitualment amb el CF Fuenlabrada de tercera divisió.

## Carrera com a entrenador
Poc després de retirar-se, Martínez va començar a treballar com a entrenador de fitness a l'equip juvenil de l'Atlètic de Madrid, abans de traslladar-se a la Xina i l'Aràbia Saudita. El 8 de juliol de 2019, va tornar al Lega després de ser nomenat ajudant de Luis Cembranos a l'equip B. Va passar al primer equip després que Cembranos es fes càrrec de la plantilla de manera interina, però va romandre a la plantilla després del nomenament de Javier Aguirre.
El 10 de setembre de 2020, Martínez va ser anunciat com a entrenador de l'equip B del Leganés. El 4 d'abril de 2023 va ser nomenat entrenador del primer equip, després de l'acomiadament d'Imanol Idiakez.
Martínez va ajudar a la Lega a evitar el descens, però va marxar el 6 de juny de 2023 després que el club només li oferís formar part de la plantilla. Catorze dies després, va agafar el relleu de Primera Federació del CF Fuenlabrada.
Martínez va ser acomiadat pel Fuenla el 22 d'abril de 2024, després d'una sèrie de cinc partits sense victòries.

## Vida personal
El germà petit de Martínez, Robert, també era futbolista. Migcampista central, no va jugar mai en cap categoria superior a la tercera divisió.